# 高堂隆
高堂 隆（こうどう りゅう、生年不詳 - 景初元年（237年）頃）は、中国後漢末期から三国時代の魏に掛けての官僚・政治家。字は升平。兗州泰山郡平陽県（現在の山東省新泰市）の人。前漢の儒者高堂生の後裔にあたる。

## 経歴
若い頃に儒学生となり、泰山太守薛悌に督郵に任命され、のち213年に曹操に召された。歴城侯国の相として曹操の子の曹徽に仕え、曹操の死に際して曹徽が父の喪中にありながら狩猟を楽しんでいた時に激しく諫めた。のち平原王曹叡の傅役となり、曹叡の即位後に給事中・博士・駙馬都尉に任命された。散騎常侍・侍中・光禄勲を歴任し、その間曹叡が宮殿の建築を盛んに行うことに対したびたび諫めた。
没年は不明だが、『三国志』魏書高堂隆伝に「蔣済が封禅を実施するよう曹叡に進言し、曹叡が高堂隆に封禅の儀礼を作成させていたところで高堂隆が死去したので『天は儂の事業を成就させたくなかったのだろう』と皇帝が嘆いた」と記され、曹叡の在世中(226年〜239年)に死去したことが窺える。また、『三国志』魏書方技伝では、元号が景初に改められた後に「數年，隆等皆卒。帝聞隆沒，歎息者久之。」とあり、景初元年付近の死去と推測できる。これらの記述を合わせて考えると、高堂隆が亡くなったのは景初へと改元された237年から、曹叡が崩殂した239年(景初3年)の間と考えられる。
なお、魏書方技伝に引用される馬鈞の記事には、馬鈞が指南車を完成させる前に、高堂隆と秦朗が「指南車などは昔の記録が適当に書いただけだ」と主張して馬鈞を嘲笑したと記録されている 。

## 逸話
- 都の督軍が薛悌と論争したとき、薛悌を名前で呼んで怒鳴りつけた。高堂隆は剣の柄に手をかけて督軍を叱り、「昔、魯の定公が侮辱されたとき、仲尼(孔子)は階段を上がってたしなめ、趙王が秦の琴を弾かされたとき、藺相如は秦王に缶(かめ。打楽器として使う。)[2]を叩かせた。下臣を前にして主君を名前で呼べば、道義では討ち果たすことになっている。」督軍は真っ青になり、薛悌は慌てて起(た)ち上がり彼を引き留めた。

- 裴松之は考える。魏の台(尚書省)から「物故」の意味について質問があったとき、高堂隆は答えた、「この言葉の意味は先師から次のように聞いております。物とは無の意であり、故とは事の意であって、二度と何事もすることができないという意味です。」[3]

## 脚註
1. ↑  陳寿「三国志」ちくま学芸文庫版4巻P342
2. ↑  素焼きの器。瓦盆
3. ↑  『三国志』蜀志「劉二牧伝」の注